# Scottish Church College

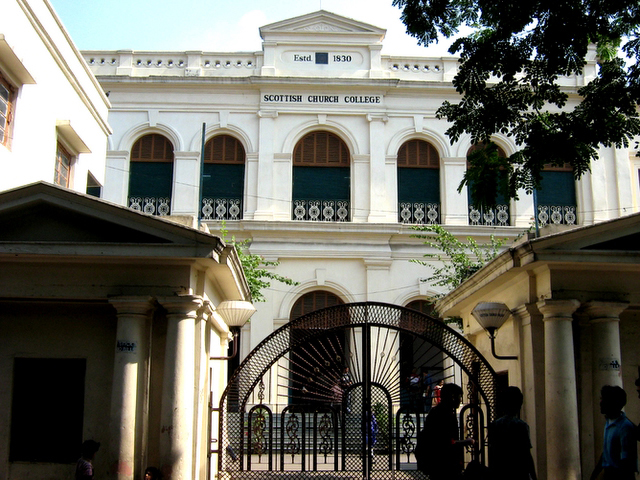

Le  Scottish Church College (l'université de l'église écossaise) est une institution universitaire de Calcutta fondée en 1830 par Alexander Duff, missionnaire presbytérien écossais.

Elle est affiliée à l'Université de Calcutta pour certains diplômes. C'est une des institutions universitaires les plus prestigieuses de Calcutta. 

## Personnalités
Ont fait leurs études universitaires, partiellement ou entièrement, au Scottish Church College:
- Swami Vivekananda,
- Subhash Chandra Bose,
- A.C. Bhaktivedanta Swami Prabhupada,
- Paramahansa Yogananda,
- Mrinal Sen,
- Buddhadev Dasgupta
- Badal Sarkar.
- Snehansu Kanta Acharya